# ジョージ・フィネガン
ジョージ・フィネガン(George V. Finnegan、1882年 - 1913年2月28日)は、20世紀初頭に活躍したアメリカ合衆国のバンタム級およびフライ級のボクサーである。カリフォルニア州サンフランシスコで死去した。
フィネガンは1904年セントルイスオリンピックのボクシング競技で、2つのメダルを獲得した。フライ級の金メダルとバンタム級の銀メダルである。
フィネガンは、同一のオリンピックにおいて2つの階級でメダルを獲得した4人のうちの1人として知られている。